# コオイムシ
コオイムシ（子負虫/ Ferocious water bug / Appasus japonicus）は、カメムシ目コオイムシ科に属する水生昆虫の一種。
岐阜では「ケロ」の名称がある。

## 形態
成虫の体長は17-20mm。体色はやや薄い褐色であり、近縁のオオコオイムシと比べると相対的に薄い。
メスの方が僅かに大きい傾向にあるが、雌雄の体格に決定的な性差は無い。このため、卵を背負ったオス以外は、尾端の亜生殖板の先端形状から性別を判別するしかない。
鎌状の前肢を持ち、前肢が横へ拡がって獲物を抱え込むようになっているタガメと違い、カマキリのように縦から押さえつけるような形状で、これを振るって獲物を捕らえる。前肢の先端には二本の爪がある。
尾端にタガメと同様の水上呼吸用の短い呼吸管を持っており、体内外に出し入れ可能である。
水中での呼吸は腹部と翅の間に保持した気泡に依存するが、この気泡中の酸素分圧が生息水域の溶存酸素の酸素分圧を下回ると水中の酸素が気泡中に、逆に気泡中の二酸化炭素分圧が生息水域の溶存二酸化炭素の二酸化炭素分圧を上回ると気泡中の二酸化炭素が水中に移動するため、空中から補給した酸素のみを使う場合よりも長時間の潜水が可能である。

## 生態

### 分布
北海道から九州のほぼ日本全国、中国、朝鮮半島。

### 生息環境
平野部の水田や浅い堀上、流れの緩い用水路、ため池等、水深数cm-数十cmで水草などが茂り、日当たりの良い、浅い水域に生息する。
他の水生昆虫同様、かつてはどこの水田や池にも見られたが、昭和30年代（1955年）から始まる水田への農薬大量散布、水田そのものの減少等により激減し、都市部などでは見られなくなった。水田への無制限な農薬使用が法規制により控えられるようになった21世紀初頭現在、以前と比べると回復傾向にあるが、本種は近縁のオオコオイムシよりも相対的に環境破壊の進みやすい平地に棲むため、やや少ない。

### 食性
本種は捕食性のカメムシである。魚類、モノアラガイ、他の昆虫等の動きに反応し、鎌状の前肢で積極的に捕らえ、口針から消化液を送り込んで溶けた体組織を吸汁する体外消化を行う。死骸や動きの無い物を水面に落下させたり人為的に動かしてやったりすると反射的に捕らえ、また、乾燥した物でも貪欲に口吻を突き立て溶解させ吸汁する。
相対的傾向として、本種は同種間の協調性がよく、個体同士が近接していても共食いが発生しにくい。このため、1平方メートルあたり数十頭という高密度で生活していることもある。

### ライフサイクル
年間の活動開始は3月下旬頃からであり、繁殖行動も即開始される。新成虫の羽化は7月下旬-8月。
10月頃より陸上および水中で越冬する。

## 繁殖
オスはポンピング行動により水面に波を作りメスに求愛する。
昆虫類では珍しく、近縁種のタガメと同様にオスが卵を保護するという習性を持っているが、産卵場所に産み付けられた卵を保護するタガメと違い、メスはオスの背部に卵を産み、オスは背中に産み付けられた卵を持ったまま移動するという習性があり、それを子守りする人間の親に見立てて、「子負虫」と名付けられた。子育ての役割の逆転から、「あべこべ虫」とも呼ばれることがある。
産卵期は4-8月。メスは30-40個の卵塊をオスの背中に産む。卵塊を背負ったオスは飛翔できず、単独で付きっきりで世話をするが、タガメのように複数の雄雌が交尾し合う事も珍しくない。オスは卵塊保護中は動きを制約されるが、通常と変わらない程度に摂餌もし、時には他のオスが卵を背負っている時に、その卵を襲って捕食してしまう事もある。
幼虫は数週間で孵化し、その後幼虫は5回の脱皮を行い成虫となる。しかし、孵化後にはオスは幼虫の世話をすることはなく、自分の子供でも捕食対象としてしまう。
他の水生昆虫同様、幼虫同士の間でも共食いは行われている。寿命は2年ほど。

## 飼育
水深数cmほどの水に足場となる水草や木の枝を投入する。身体を干す習性があるため、陸場を設ける。小魚の他、陸生の昆虫などを餌とするが、魚の切り身などを近くで動かせば反応して捕食する。飛翔するため容器に蓋をする必要がある。水質の悪化には比較的強い。
共食い傾向も強いので、幼虫は孵化したら、単独飼育する方が良い。

## 近縁種
日本に生息するコオイムシ亜科（Belostomatinae）は、コオイムシ Appasus japonicus を含め3種。
アフリカには、大型種が多いタガメモドキ属やカイススリ属がいる。
オオコオイムシ Appasus major
1934年に発見された種で、北海道、本州に生息。
名前通り、体長23-30mmほどでコオイムシよりも大きく、体色も濃い茶褐色を呈し、山間部で多く見られる。
環境が良好な場所であれば、コオイムシよりも多く見られることがある。
タイワンコオイムシ Diplonychus rusticus
コオイムシよりも小型で、体長は15mmほど。日本では与論島、沖縄島で報告があるものの、確実な採集例は1958年が最後であったが、2014年に石垣島で発見されている。環境省レッドデータブックでは絶滅危惧IA類に指定されている。
タガメモドキ属 Hydrocyrinus
アフリカのナイジェリア等に分布する。
この属には、70mm以上になる大型種もいる。
和名通り姿も形もタガメに似ているが、前肢が横に拡がるような格好のタガメと違い、コオイムシ特有の縦に振り下ろすような形状であり、その先端の爪の数が、タガメは一本なのに対し本種は二本なのもコオイムシ亜科の特徴と一致する。
繁殖でも、メスがオスの背中に卵を産みつけるコオイムシ特有の習性を持つ。
Limnogeton属
アフリカ大陸からイスラエルにかけて生息する。
前足が鎌状になっている多くのコオイムシ類とは異なり、細い前足を持つ。和名通り、貝を主食とする。